# Министерство образования Румынии
Министерство образования — одно из девятнадцати министерств правительства Румынии. Действующим министром с 2022 года является Лиджия Дека.

## История
- Министерство религии и общества
- Министерство народного образования
- Министерство образования
- Министерство образования и науки
- Министерство образования
- 1998 Министерство национального образования
- 2000 Министерство образования и науки
- 2007 Министерство образования, исследований и молодёжи
- 2008 Министерство образования, исследований и инноваций
- 2010 Министерство образования, исследований, молодёжи и спорта
- 2012 Министерство национального образования
- 2019 Министерство образования и исследований
- 2020 Министерство образования